# Troina
Pour les articles homonymes, voir Traina.
Troina (en sicilien : Traina) est une commune italienne de la province d'Enna dans la région Sicile.

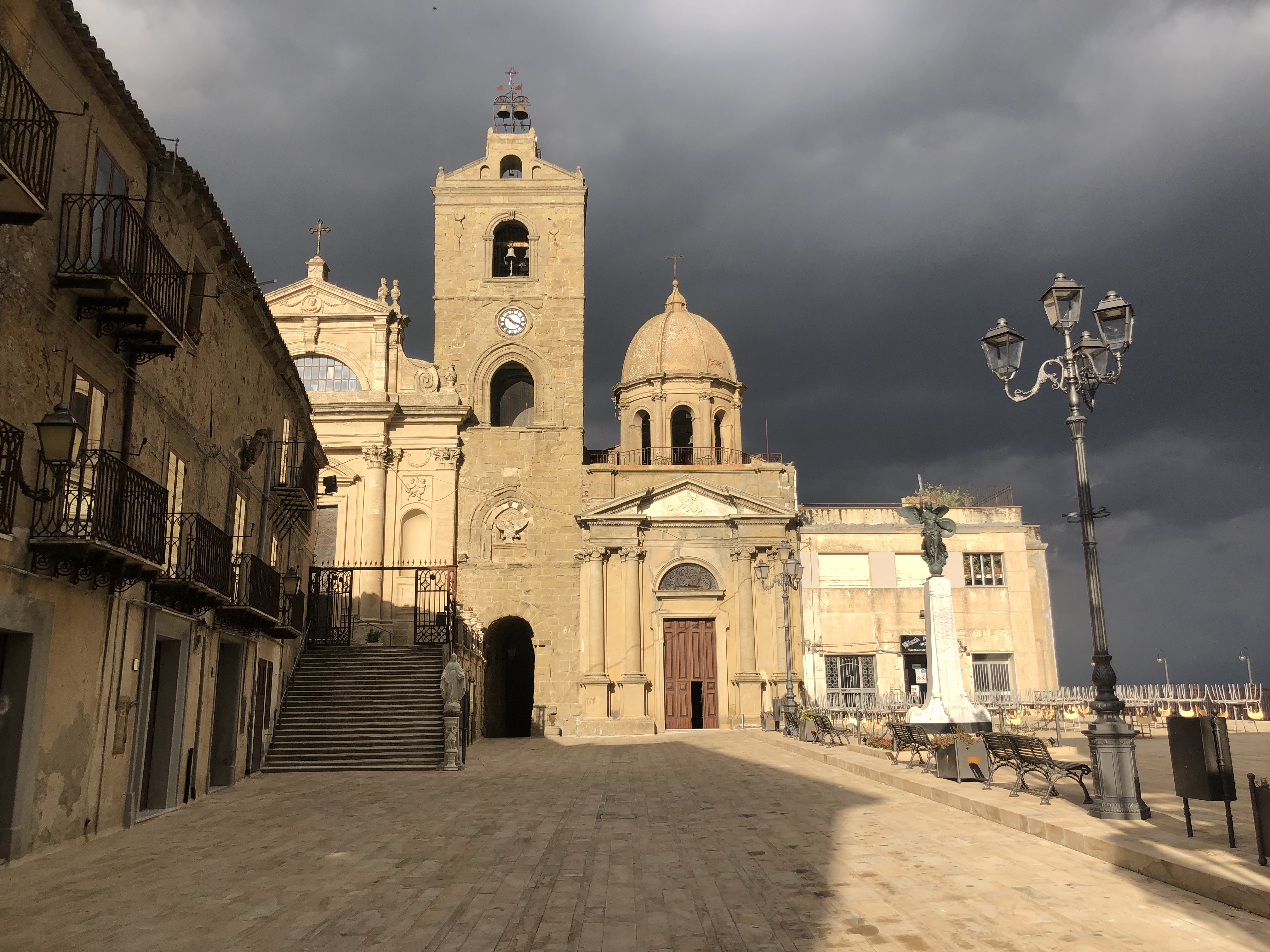
Ancienne cathédrale Notre-Dame-de-l’Assomption (ex cattedrale di Maria Santissima Assunta).

## Histoire
Troina fut le théâtre en 1040 d'une bataille opposant les troupes musulmanes aux troupes byzantines du général Georges Maniakès. Parmi ces troupes byzantines formées de mercenaires, des Vikings de la célèbre Garde varangienne et un contingent de 300 Normands dirigés notamment par Arduin, un vavasseur lombard, et Guillaume de Hauteville. Dans cette bataille, ce dernier, un colosse, y gagne le surnom de « Bras-de-Fer » après avoir embroché d'un coup de lance le chef des forces musulmanes, l'émir de Syracuse.
Au cours de l'hiver 1062/1063, Roger de Hauteville (demi-frère cadet de Guillaume Bras-de-Fer), le conquérant normand de la Sicile musulmane (1060-1091), fut assiégé à Troina par les Arabes durant quatre mois dans des conditions très difficiles, avec sa première femme Judith d'Évreux. Roger parviendra finalement à s'en sortir et fit de Troina sa capitale dans l'île dont la conquête ne faisait que commencer.
De mars à novembre 1088, le pape Urbain II y séjourna, sous protection normande. En effet, malgré sa nomination, un antipape avait été nommé à Rome, Calixte III, soutenu par le Saint-Empire romain germanique qui tentait à chaque élection papale d'installer son propre candidat.

## Culture
Depuis 1986, Troina abrite un centre de recherche médico-scientifique et hospitalier (IRCCS - Istituto di ricovero e cura a carattere scientifico) au sein de l’«Oasi Maria SS.», à la fois hôpital spécialisé, centre d’accueil et culturel, fondé en 1953 par le prêtre catholique Luigi Orazio Ferlauto (1922-2017) pour l’assistance aux pauvres, aux handicapés mentaux et aux enfants orphelins et abandonnés. La structure, agréée par le Service National de Santé (Servizio Sanitario nazionale), premier IRCCS en Sicile, remplit la fonction de centre de recherche médico-scientifique et d'hôpital pour des services de santé tels que des consultations spécialisées, hospitalisation et day hospital. Le P. Ferlauto est aussi l’auteur d’une œuvre littéraire et autobiographique abondante. Sur le plan religieux, il a développé notamment une spiritualité interculturelle et interreligieuse originale (Città Aperta), fondée sur une théologie de l’imago Dei.

## Lieux et monuments

### Époque antique
- Muraille hellenistico-romaine
- Thermes romains (église Madonna della Catena)

### Époque médiévale
- Ancienne cathédrale Notre-Dame-de-l’Assomption de Troina (it)
- Torre capitania (musée)

## Administration
| Période                                  | Période  | Identité                 | Étiquette       | Qualité |
| ---------------------------------------- | -------- | ------------------------ | --------------- | ------- |
| 12 juin 2018                             | En cours | Sebastiano Fabio Venezia | Centro-Sinistra | Maire   |
| Les données manquantes sont à compléter. |          |                          |                 |         |

### Communes limitrophes
Bronte, Cerami, Cesarò, Gagliano Castelferrato, Randazzo, Regalbuto, San Teodoro (Messine)

### Évolution démographique
Habitants recensés

### Jumelages
- Coutances (France)